# Haiti nos Jogos Olímpicos de Verão de 1960
O Haiti competiu nos Jogos Olímpicos de Verão de 1960 em Roma, Itália. Foi a primeira vez em 28 anos que a nação enviou atletas aos Jogos Olímpicos. A delegação do país consistiu em duas pessoas, o halterofilista Philome Laguerre e o chefe de delegação Pierre Plaisimond.

## Halterofilismo
Peso Meio-Pesado (90 kg)
- Philome Laguerre (89.2 kg)
  -     - Desenvolvimento — 137.5 kg, 5º lugar
    - 1º teste — 137.5 kg (não válido)
    - 2º teste — 137.5 kg
    - 3º teste — 142.5 kg (não válido)

  - Arranque — Não terminou
    - 1º teste — 125.0 kg (não válido)
    - 2º teste — 125.0 kg (não válido)
    - 3º teste — Não terminou

  - Arremesso — Não terminou
    - Não completou nenhum teste